# Jeu mobile

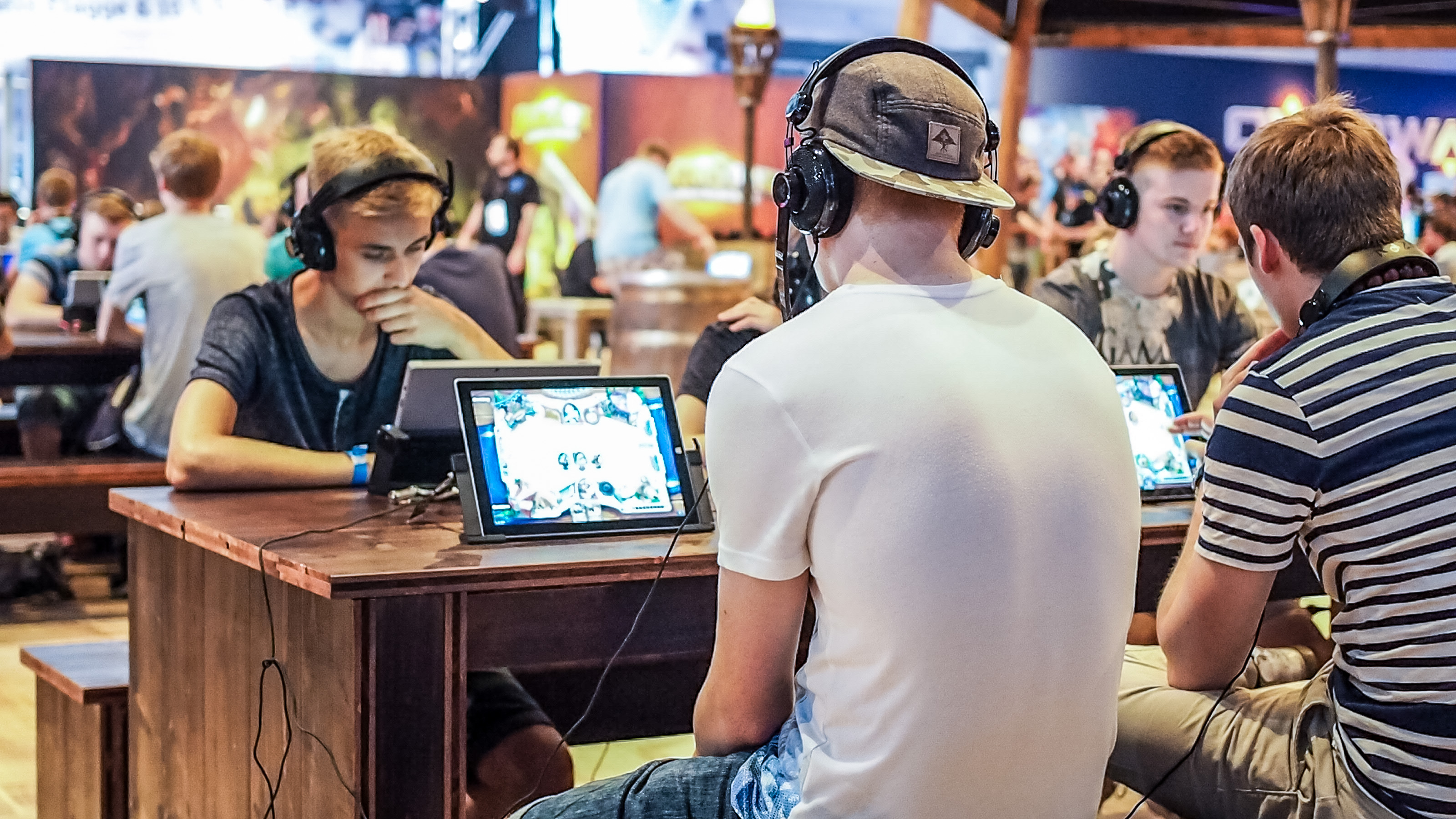
Tournoi du jeu Hearthstone sur tablettes tactiles (2015).

Un jeu mobile est un jeu vidéo jouable sur appareil mobile : téléphone mobile, smartphone, tablette tactile. Cette définition n'inclut pas les jeux vidéo joués sur les systèmes dédiés que sont les consoles portables, telles les consoles Nintendo 3DS et PlayStation Vita ou Nintendo Switch.
Le premier jeu sur téléphone mobile est une version de Tetris sur le Hagenuk MT-2000 en 1994,. Trois ans plus tard, Nokia lance Snake dans certains de ses modèles en 1997. Snake et ses variantes, préinstallés sur tous les appareils mobiles fabriqués par Nokia, est depuis devenu l'un des jeux vidéo les plus joués et se trouve dans plus de 350 millions d'appareils à travers le monde. Une variante du jeu Snake pour le Nokia 6110, utilisant le port infrarouge de l'appareil, est le premier jeu à deux joueurs sur téléphone mobile.
Pendant longtemps, les jeux mobile étaient téléchargés via le réseau de l'opérateur de réseau mobile, mais dans certains cas, étaient également embarqués dans les appareils par les fabricants d'origine ou par l'opérateur mobile lors de l'achat, via une connexion infrarouge, bluetooth, carte mémoire ou chargé sur le combiné avec un câble.

## Histoire

### Origines et débuts
Le premier contenu téléchargeable est mis en place en 2000. Cependant, les jeux mobiles distribués par les opérateurs mobiles restent une forme marginale de jeu vidéo jusqu'au lancement de l'App Store d'Apple en 2008. L'App Store, qui est le premier store exploité directement par le détenteur d'une plateforme mobile, change le comportement des consommateurs et élargi rapidement les marchés pour les jeux sur appareil mobile, ainsi presque tous les propriétaires de smartphone commencent à télécharger du contenu mobile. C'est à la fin 2008 également que Google lance son propre store. À l'époque, ce store s'appelle Android Market, il compte encore peu d'applications. Le marché des applications Android est encore loin de l'App Store d'iOS qui règne en maître avec la sortie des premiers iPhone.
En 2010, Microsoft se positionne sur le secteur et crée un magasin d'applications pour son système mobile Windows Phone. Le Windows Phone Store sera définitivement fermé 6 ans plus tard, en mars 2016.
L'Android Market se développe et s'enrichit au fil des mises à jour Android pour compter, début 2013, 800 000 applications. Aujourd'hui[Quand ?], cette marketplace est connue sous le nom de Google Play. En 2021, ce sont plus de 1,5 million d'applications disponibles et plus de 50 milliards de téléchargements. Ce qui en fait le premier magasin d'applications au monde devant l'App Store. Android Pocket est une autre plate-forme en ligne qui propose des téléchargements d'applications mobiles.

### Démocratisation
L'accès facilité et toujours mieux pensé des plateformes de téléchargement, permet à tous les publics de jouer sur téléphone. Les jeux vidéo sur mobile occupent une place de plus en plus importante, ils représentent 33 % de l'ensemble des téléchargements sur mobile et 74 % de l'ensemble de dépenses d'un consommateur sur son téléphone.
L'installation d'un jeu mobile ne requiert aucune compétence spécifique, ni matériel particulier et se positionne donc à la portée du grand public. De ce fait, de nombreuses personnes n'ayant pas un profil de "gamer" se retrouvent à jouer à des jeux vidéo sur leur smartphone. Le marché des installations de jeux mobile est dominé par Google (1,6 million de jeux sortis en 2018 sur Google Play), mais c'est Apple qui génère le plus de revenus (64 % des montants dépensés sur les jeux mobile de l'App Store dans le monde en 2018)[réf. nécessaire]. De nombreux sites web se positionnent en tant que médias spécialisés sur les jeux vidéo. Même sur les jeux mobile, on trouve[style à revoir] des sites de référence, uniquement consacrés à l'actualité des jeux sur téléphone. 

### Succès
Les jeux mobile qui génèrent des milliards de dollars sont de plus en plus nombreux chaque année. Les téléchargements de ces jeux à succès ne cessent d'augmenter, atteignant parfois des chiffres vertigineux. Comme pour bon nombre de secteurs du numérique, la Chine est un acteur majeur du marché du jeu mobile, loin devant les États-Unis et le Japon[réf. nécessaire]. Par ailleurs, des studios inconnus du grand public à leurs débuts, comme Rovio (Angry Birds), King (Candy Crush Saga) et Supercell (Clash of Clans) sont rapidement devenus les maîtres du jeu mobile. Mais ce n’est pas tant le support mobile qui a fait leur succès : c’est bien leur modèle économique, freemium et free-to-play[réf. nécessaire].
Les années 2020 et 2021 renforcent cette explosion du secteur mobile avec des records atteints en nombre de téléchargements et en revenus générés pour des jeux comme Genshin Impact, PUBG Mobile, Among Us, Pokémon Go, Coin Master ou encore Roblox. L'attrait pour les jeux mobile est tel, qu'on peut même jouer à des jeux mobile sur son ordinateur. Avec un émulateur Android pour PC, les jeux mobile se mettent à la portée des personnes qui souhaitent retrouver leurs titres favoris sur grand écran et bénéficier des contrôles souris, clavier et manette. L'émulation d'un jeu Android sur ordinateur est autorisée par les éditeurs des jeux.

### Arrivée des compétitions
L'arrivée de plus en plus de titres à succès sur mobile fait naître de nouvelles opportunités de carrière pour les joueurs professionnels. L'e-sport mobile renverse aujourd'hui les attentes d'un marché dominé par les ordinateurs. Certains jeux comme PUBG Mobile et Garena Free Fire génèrent déjà un nombre plus élevé de spectateurs e-sport que des jeux PC comme Dota 2 ou Counter-Strike: Global Offensive. Des circuits compétitifs sont organisés par les structures les plus importantes (championnats du monde) pour offrir aux spectateurs physiques et aux viewers en ligne du grand spectacle.
L'e-sport mobile connaît une croissance importante grâce aux jeux mobile ayant une scène esport active et des cash-prize importants[réf. nécessaire].